# Triplophysa stoliczkai
Triplophysa stoliczkai és una espècie de peix de la família dels balitòrids i de l'ordre dels cipriniformes.

## Morfologia
Els mascles poden assolir els 15 cm de longitud total.

## Distribució geogràfica
Es troba a l'Índia, la Xina, l'Afganistan, l'Iran, el Pakistan i l'Uzbekistan.